# Привольное (Чуйская область)
Привольное — село в Аламудунском районе Чуйской области Кыргызстана. Входит в состав Васильевского аильного округа. Код СОАТЕ — 41708 203 814 04 0.

## Население
По данным переписи 2009 года, в селе проживало 90 человек.